# Casimiroa edulis
Casimiroa edulis còn gọi là hồng trắng là một loài thực vật có hoa trong họ Cửu lý hương. Loài này được La Llave mô tả khoa học đầu tiên năm 1825.
Tuy không cùng họ với Diospyros kaki nhưng vì tiếng Tây Ban Nha gọi Casimiroa edulis là zapote blanco và tiếng Việt đã dùng "hồng xiêm" cho Manilkara zapota cũng xuất xứ từ Trung Mỹ nên phát sinh ra danh từ "hồng trắng" cho Casimiroa edulis.

## Hình ảnh

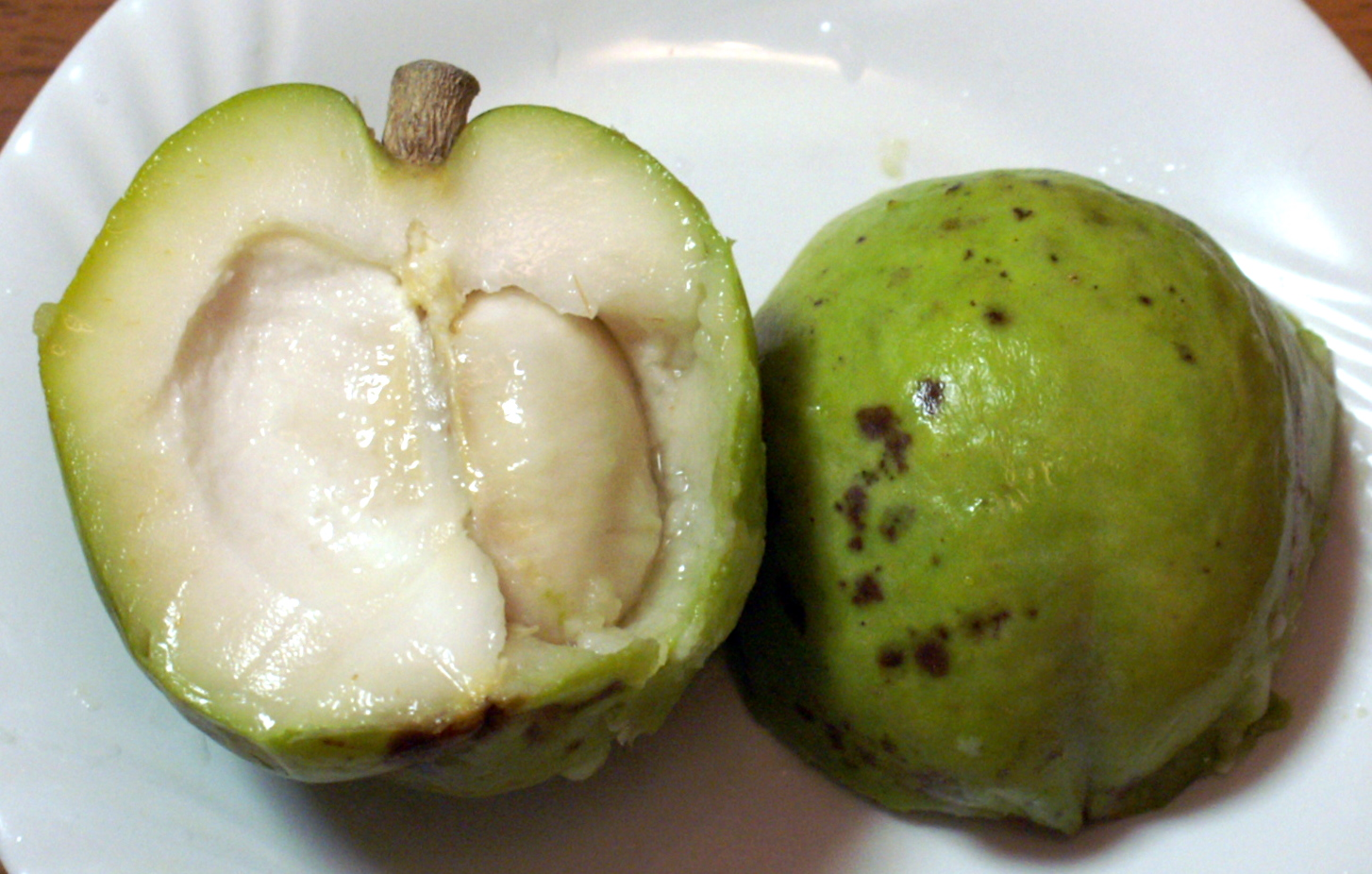
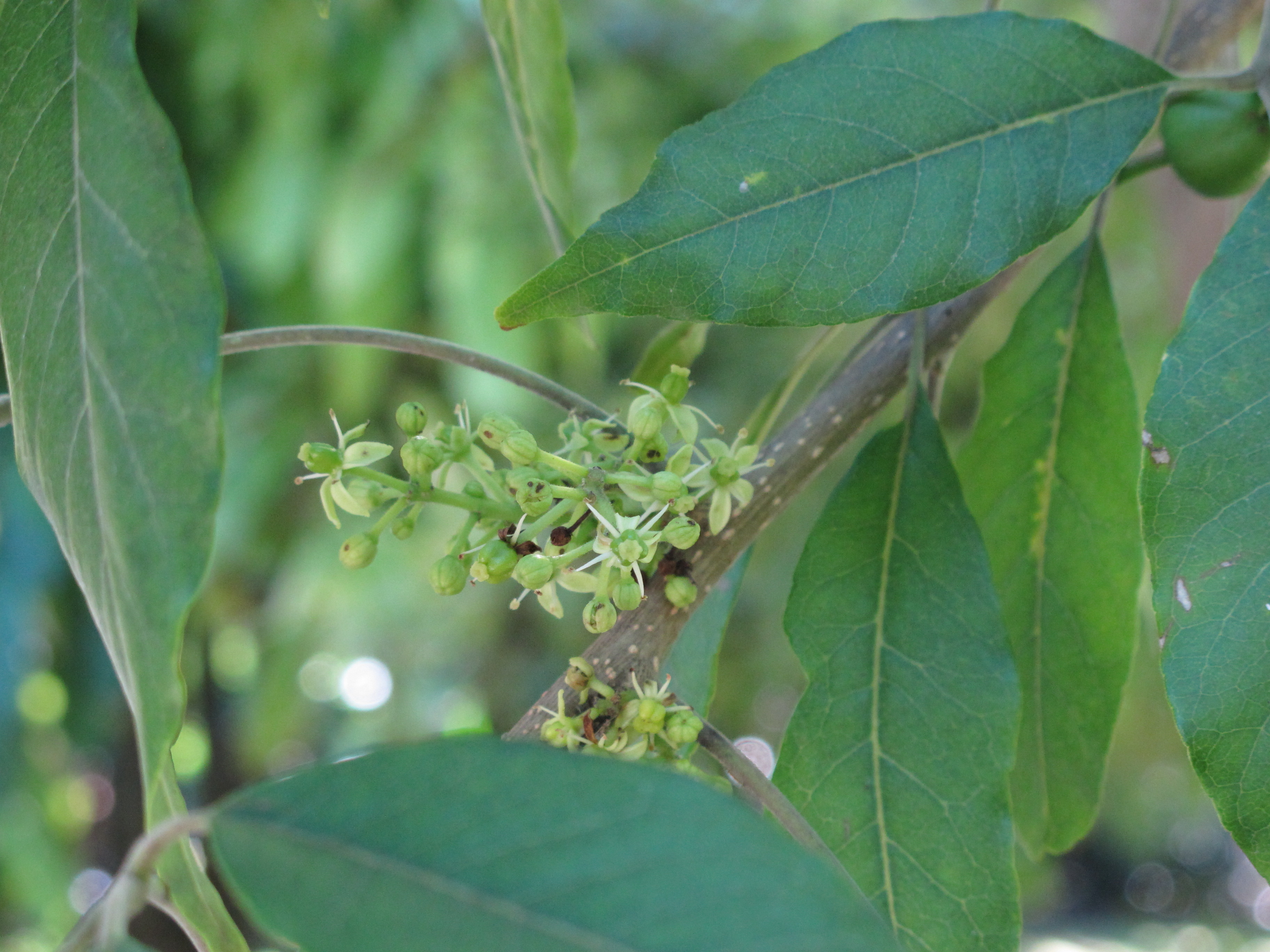
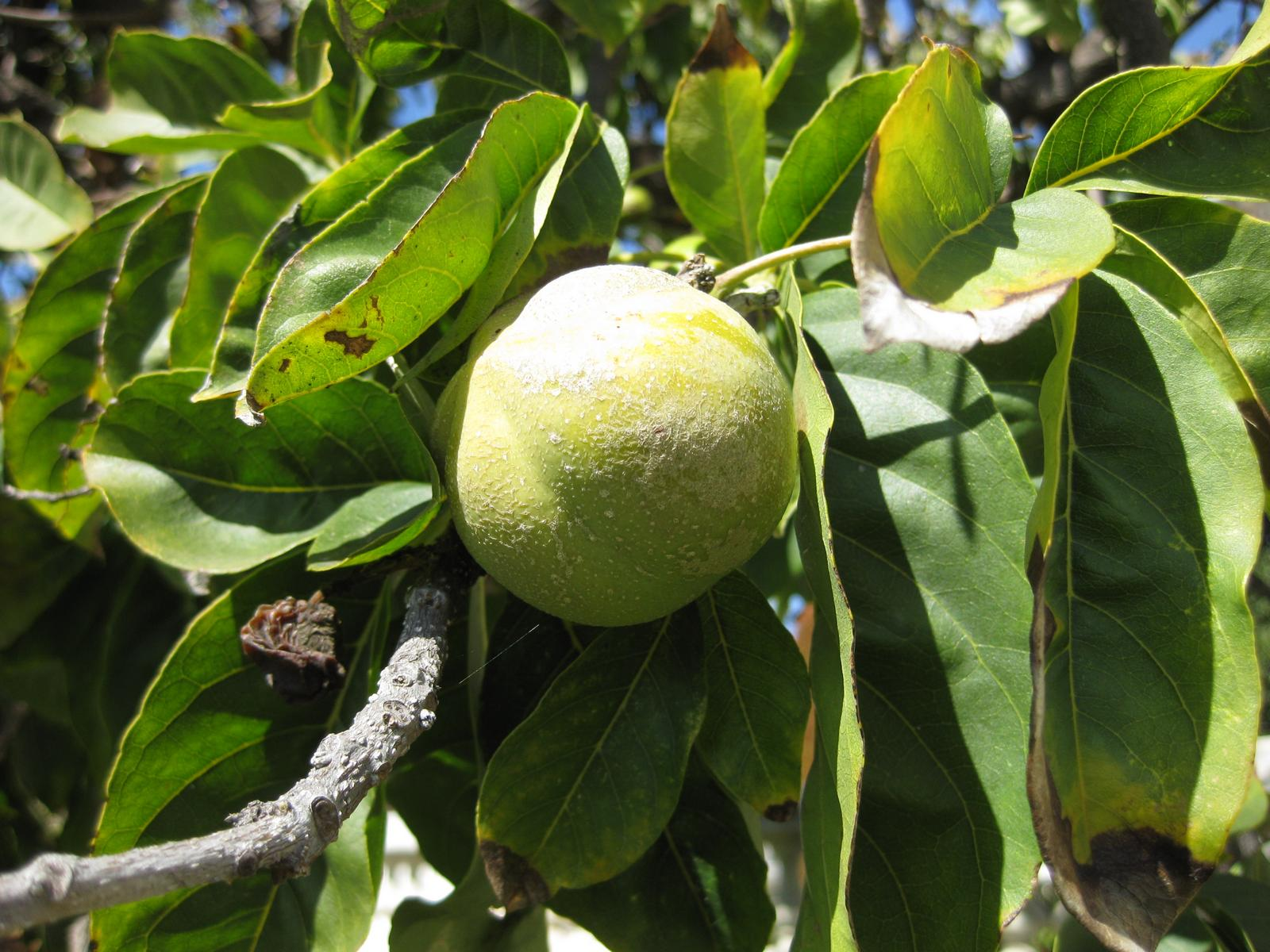
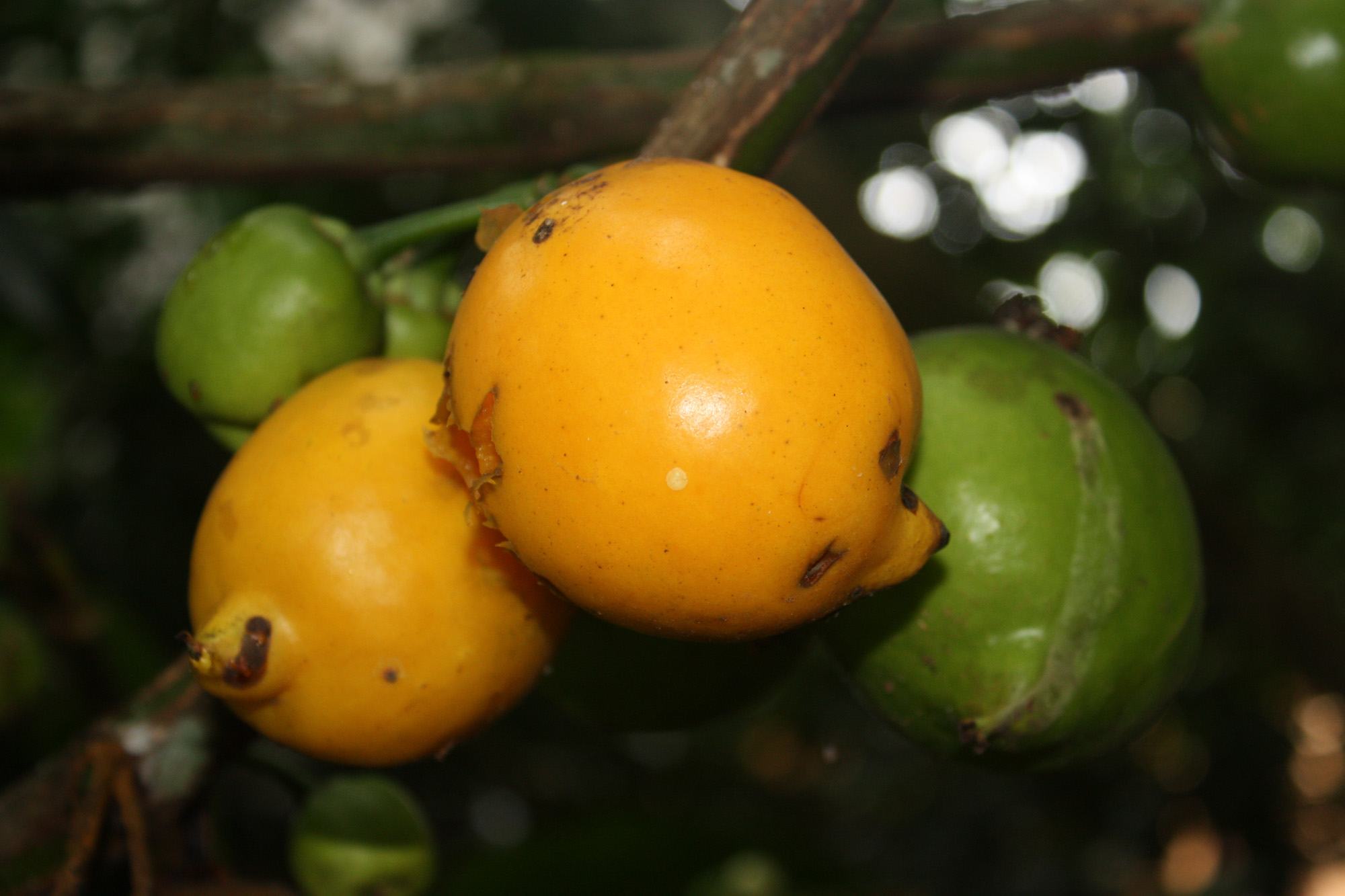